# Campo mórfico

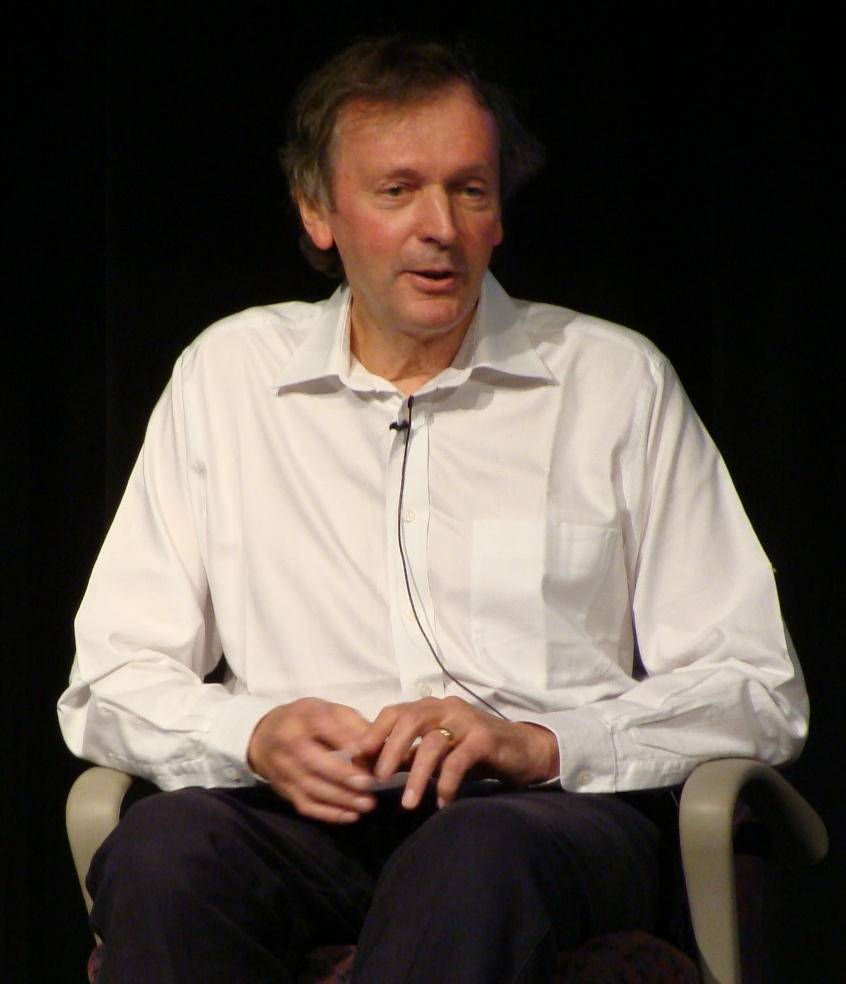
Rupert Sheldrake, creaador del concepto «campo mórfico».

En el marco teórico de la biología, el campo mórfico es el nombre dado por Rupert Sheldrake a un campo hipotético que explicaría a) el advenimiento de formas durante el desarrollo embrionario y post-embrionario, b) la evolución simultánea de la misma función adaptativa en poblaciones biológicas discontiguas, y c) fenómenos psicológicos y sociológicos asociados a la intuición y a la telepatía. La noción de campo mórfico en el marco del desarrollo biológico tendría semejanza con la de campo morfogenético, y tiene como principio lo que se entiende como campo en Física.

## Fundamentación
Según Sheldrake:

"Morfo viene de la palabra griega morphe, que significa forma. Los campos mórficos son campos de forma; campos, patrones o estructuras de orden. Estos campos organizan no solo los campos de organismos vivos sino también de cristales y moléculas. Cada tipo de molécula, cada proteína por ejemplo, tiene su propio campo mórfico -un campo de hemoglobina, un campo de insulina, etc. De igual manera cada tipo de cristal, cada tipo de organismo, cada tipo de instinto o patrón de comportamiento tiene su campo mórfico. Estos campos son los que ordenan la naturaleza. Hay muchos tipos de campos porque hay muchos tipos de cosas y patrones en la naturaleza..."
Rupert Sheldrake

Los antecedentes de esta propuesta se remontan a la idea de campo en física (ej. campo gravitatorio, campo electromagnético, etc.) y a la idea de que los organismos siguen un bauplan canalizado por restricciones geométricas durante su desarrollo y evolución. Alexander Gurvich, a partir de su perspectiva vitalista, introduce por primera vez en la biología teórica, cerca de 1910, la idea de que en el espacio-tiempo se coordinan las fuerzas que dan lugar a la forma biológica. Sin embargo, su teoría fue eclipsada en aquel momento por la naciente teoría genética y el neodarwinismo. Las crecientes críticas al neodarwinismo y los más recientes descubrimientos de la epigenética y la morfogénesis han servido para que algunos investigadores vuelvan su mirada sobre esta antigua propuesta.  
El campo mórfico apunta a cierto neo-aristotelisimo al concebirse como un atributo espacial de las cosas. Pero a diferencia de la propuesta de las cuatro causas de Aristóteles, y en contraste con la fuerza de la selección natural, en el campo mórfico las cosas no están subordinadas sino coordinadas. Del proceso de coordinación que se establecería entre las cosas, aun estando distantes, parte la noción de resonancia mórfica, que también forma parte de la propuesta de Sheldrake. El campo mórfico muestra paralelismos con el concepto de campo morfogenético; si bien la explicación de Sheldrake está más en consonancia con la clásica noción de bauplan, además él lleva sus consecuencias más allá de la embriología, hasta la evolución e incluso a la comunicación extrasensorial. En el caso de la evolución de las cosas vivientes, éstas no cambiarían en el tiempo por estar sujetas a fuerzas aleatorias externas, como la fuerza de la selección natural, sino que el cambio (en forma y comportamiento) sería una manifestación de la coordinación de fuerzas propias o intrínsecas en el espacio-tiempo, como de manera análoga según Einstein la gravedad es una manifestación de la curvatura del espacio. Son variadas las coincidencias entre la propuesta de Sheldrake y las ideas sobre sintropía, vitalismo y ortogénesis que se discutieron durante el siglo pasado y el antepasado. La discusión sobre estos temas se está revitalizando.

### Resonancia mórfica
El campo mórfico y la resonancia mórfica van de la mano. Según explica Sheldrake, la resonancia mórfica es un "principio de memoria en la naturaleza" que a su vez se sostiene sobre el principio de coordinación entre similares y su reconocimiento. La memoria en la naturaleza está basada en la similitud. En el espacio-tiempo lo similar será influido por todo lo que ha sucedido en el pasado y viceversa, pues todo lo que suceda en el futuro en un sistema autoorganizado influirá lo que sucede en el presente (retrocausalidad). Lo cual se aplica a átomos, moléculas, cristales, cosas vivientes, animales, plantas, cerebros, comportamientos, hábitos, sociedades y, también, planetas y galaxias. La resonancia es un principio de memoria, entendida como información que se 1) coordina y 2) refleja, y que así 3) define la forma y el hábito en los campos de la naturaleza.
Sheldrake da por sentada la interconexión a "distancia" entre las cosas, las especies y las synusiae. Esta resonancia entre los miembros de un grupo de cosas, no vivientes o vivientes, define un campo mórfico, o acaso, de tratarse de cosas vivientes, una semiósfera, donde se manifiestan formas y hábitos.
La idea de Sheldrake de que la realidad no está construida por pedazos de materia que existen de manera independiente entre cada uno, sino que se relacionan a través de procesos de resonancia intangible, sería análoga a la propuesta metafísica de Whithead, quien admite que "existe una urgencia de ver al mundo como una red de procesos interrelacionados de los que somos partes integrales, por lo que todas nuestras decisiones y acciones tienen consecuencias para el mundo alrededor de nosotros".

## Implicaciones antropológicas
Las posibilidades de despliegue ético son obvias. La probabilidad de que dos eventos físicamente inconexos se influencien mutuamente, esto es, resuenen (metafísicamente), cabe, según la propuesta de Sheldrake. De ser así es cuantiosa la responsabilidad en el pensar y accionar de cada miembro de una sociedad, pues su capacidad para influenciar los pensamientos y actos de los otros es considerable. Con lo cual la noción de corresponsabilidad entra en la palestra.

## Críticas
No es la primera vez que un miembro de la comunidad científica emerge con un planteamiento metafísico a partir de un razonamiento axiomático; un caso comparable son las mónadas (monadalogía) de Leibniz. 
Sin embargo, parte de la comunidad científica se muestra muy crítica con la hipótesis de Sheldrake, que no la acepta como una teoría científica, al considerarla fácilmente falsable con la prueba epistemológica  de la analogía (fundamentar una teoría con el fundamento de otra a través de la semántica; por ejemplo: demostrar que el amor es energía, porque al igual que el magnetismo, no se ven, pero se puede demostrar por sus efectos). 
La resonancia tal como la presenta Sheldrake no sería física, como la resonancia mecánica, electromagnética, etc., sino metafísica, aunque no por ello sobrenatural. 
Por otro lado, en el marco de la biosemiótica la propuesta de Sheldrake ha venido ganando cierto interés justamente dado su valor metafórico.